# Badiza despecta
Badiza despecta là một loài bướm đêm trong họ Noctuidae.